# Mulakuddu
Mulakuddu es una ciudad censal situada en el distrito de Visakhapatnam en el estado de Andhra Pradesh (India). Su población es de 4513 habitantes (2011). Se encuentra a 34 km de Visakhapatnam.

## Demografía
Según el censo de 2011 la población de Mulakuddu era de 4513 habitantes, de los cuales 2255 eran hombres y 2258 eran mujeres. Bowluvada tiene una tasa media de alfabetización del 66,85%, inferior a la media estatal del 67,02%: la alfabetización masculina es del 73,68%, y la alfabetización femenina del 59,93%.